# 고성 거류산성
고성 거류산성(固城 巨流山城)은 대한민국 경상남도 고성군 거류면에 있는 산성이다.
1983년 12월 20일 경상남도의 문화재자료 제90호 거류산성으로 지정되었다가, 2018년 12월 20일 현재의 명칭으로 변경되었다.

## 개요
경상남도 고성군 거류면 해발 571m의 거류산에 있는 이 산성은 산 정상부에서 서쪽 경사면을 성내로 하여 돌로 쌓은 산성이다.
소가야가 신라를 방어하기 위해 세운 성이라고 전해지고 있다. 성벽은 주로 절벽을 이용하고 그 사이에 돌을 쌓아 보강한 형태로, 둘레는 1400m 이른다. 그러나 대부분 훼손되고, 현재 둘레 600m, 높이 3m, 폭 4m 정도만 남아있다. 성 남쪽에 문터가 있으며, 성 안에는 우물터가 있다.
지형상 성내를 서쪽으로 택한 것은 동쪽과 남쪽 바다를 경계하여, 신라는 물론 왜구를 방어하기 위함인 듯하다. 소가야의 중심지였던 고성읍성의 축조시기를 생각하면, 이 성은 삼국시대에 쌓은 것으로 추정된다.

## 참고 자료
- 고성 거류산성 - 국가유산청 국가유산포털